# Olivier Le Jeune (homme politique)
Olivier Le Jeune est un médecin et homme politique français né le 17 janvier 1887 à Morlaix (Finistère) et décédé le 11 mars 1972 à Morlaix

## Biographie
Issu d'une famille fixée à Morlaix depuis longtemps, Olivier Le Jeune fait ses études au collège de la ville, puis devient médecin de la marine. Après une brillante carrière, il revient se fixer dans sa ville natale où sa science médicale et sa conscience professionnelle lui ont gagné l'estime de ses patients. Le Jeune est un homme juste et équitable. Travailleur, il étudie avec soin les questions qui lui sont soumises. 
Conseiller municipal depuis le 10 juin 1928, adjoint au maire de Morlaix du 17 juin 1928 au 26 décembre 1936, maire de Morlaix du 27 décembre 1936 à 1944.
Aux élections du 23 octobre 1938, il est élu sénateur, au troisième tour, par 707 voix, avec Victor Le Gorgeu, 686 voix, François Halna du Fretay, 676 voix et Fernand Lancien, 666 voix, sur 1.354 votants ; il est membre de la commission de l'enseignement.
Sénateur non inscrit du Finistère de 1939 à 1945, il fait partie du groupe de parlementaires ayant voté les pleins pouvoirs constituants au maréchal Pétain le 10 juillet 1940.
À la Libération, la mise en application de l'ordonnance du 21 avril 1944, relative à l'organisation des pouvoirs publics, frappe d'inéligibilité « les membres du Parlement ayant abdiqué leur mandat en votant la délégation de pouvoir constituant à Philippe Pétain le 10 juillet 1940 ». 
Olivier Le Jeune est alors frappé d'inéligibilité.
En 1950, il sera réintégré dans ses droits. Il sera promu officier de la légion d'honneur par décret du 3 mai 1955

### Actionnaire du quotidien pétainisteLa Bretagne
La Bretagne est un quotidien du matin régionaliste, puis un hebdomadaire, qui fut publié pendant la Seconde Guerre mondiale sous la direction de Yann Fouéré du 21 mars 1941 à juin 1944. Autorisé par l'occupant allemand et publiant ses communiqués, comme d'ailleurs tous les journaux autorisés pendant la guerre, il devait, selon ses fondateurs, se tenir sur une ligne « provincialiste », ne mettant pas en cause la souveraineté française. La tendance du journal est résolument pétainiste. Il défend des positions régionalistes opposées à l'autonomisme du Parti national breton[réf. nécessaire].